# Gran Premio motociclistico del Brasile 1989
Il Gran Premio motociclistico del Brasile 1989 fu la quindicesima e ultima gara del Motomondiale 1989. Si disputò il 17 settembre 1989 sull'Autódromo Internacional de Goiânia di Goiânia. Due sole le categorie in gara: 250 e 500; le vittorie furono di Luca Cadalora nella prima e di Kevin Schwantz nella seconda.
L'unico titolo iridato ancora da assegnare era quello della classe regina ed è stato ottenuto dallo statunitense Eddie Lawson, al quarto titolo della carriera.

## Classe 500

### Arrivati al traguardo
| Pos. | Pilota               | Moto   | Tempo    | Griglia | Punti |
| ---- | -------------------- | ------ | -------- | ------- | ----- |
| 1    | Kevin Schwantz       | Suzuki | 46.44.39 | 2       | 20    |
| 2    | Eddie Lawson         | Honda  | 46.46.09 | 3       | 17    |
| 3    | Wayne Rainey         | Yamaha | 46.55.60 | 1       | 15    |
| 4    | Michael Doohan       | Honda  | 47.03.51 | 8       | 13    |
| 5    | Ron Haslam           | Suzuki | 47.08.64 | 5       | 11    |
| 6    | Kevin Magee          | Yamaha | 47.17.81 | 4       | 10    |
| 7    | Wayne Gardner        | Honda  | 47.18.02 | 6       | 9     |
| 8    | Christian Sarron     | Yamaha | 47.23.00 | 7       | 8     |
| 9    | Niall Mackenzie      | Yamaha | 47.51.03 | 12      | 7     |
| 10   | Adrien Morillas      | Honda  | 47.54.40 | 14      | 6     |
| 11   | Randy Mamola         | Cagiva | 47.56.04 | 13      | 5     |
| 12   | Robert McElnea       | Honda  | 47.56.82 | 11      | 4     |
| 13   | Alessandro Valesi    | Yamaha | 1 giro   | 15      | 3     |
| 14   | Simon Buckmaster     | Honda  | 1 giro   | 17      | 2     |
| 15   | Juan López Mella     | Honda  | 2 giri   | 16      | 1     |
| 16   | Fernando De Nicolás  | Honda  | 3 giri   | 20      |       |
| 17   | Nicholas Schmassmann | Honda  | 3 giri   | 18      |       |

### Ritirati
| Pilota              | Moto   | Motivo ritiro |
| ------------------- | ------ | ------------- |
| Vincenzo Cascino    | Suzuki | Caduta        |
| Dominique Sarron    | Honda  | Motore        |
| Pierfrancesco Chili | Honda  | Caduta        |

### Non partiti
| Pilota        | Moto  |
| ------------- | ----- |
| Marco Gentile | Fior  |
| Peter Graves  | Honda |

## Classe 250

### Arrivati al traguardo
| Pos. | Pilota              | Moto    | Tempo    | Griglia | Punti |
| ---- | ------------------- | ------- | -------- | ------- | ----- |
| 1    | Luca Cadalora       | Yamaha  | 40.46.14 | 4       | 20    |
| 2    | Masahiro Shimizu    | Honda   | 40.46.38 | 9       | 17    |
| 3    | Loris Reggiani      | Honda   | 40.46.94 | 1       | 15    |
| 4    | Sito Pons           | Honda   | 40.47.50 | 5       | 13    |
| 5    | Carlos Cardús       | Honda   | 40.53.94 | 2       | 11    |
| 6    | Reinhold Roth       | Honda   | 40.59.10 | 6       | 10    |
| 7    | Carlos Lavado       | Aprilia | 41.06.75 | 8       | 9     |
| 8    | Helmut Bradl        | Honda   | 41.07.14 | 7       | 8     |
| 9    | Jacques Cornu       | Honda   | 41.07.55 | 3       | 7     |
| 10   | Alex Barros         | Yamaha  | 41.24.18 | 16      | 6     |
| 11   | Juan Garriga        | Yamaha  | 41.24.35 | 10      | 5     |
| 12   | Gary Cowan          | Yamaha  | 41.40.33 | 12      | 4     |
| 13   | Jochen Schmid       | Honda   | 41.40.54 | 20      | 3     |
| 14   | Luis Lavado         | Aprilia | 41.41.16 | 19      | 2     |
| 15   | Martin Wimmer       | Aprilia | 41.43.11 | 13      | 1     |
| 16   | Harald Eckl         | Aprilia | 41.49.35 | 15      |       |
| 17   | Alain Bronec        | Aprilia | 42.03.34 | 22      |       |
| 18   | Renzo Colleoni      | Aprilia | 42.03.58 | 18      |       |
| 19   | Miguel Gonzales     | Yamaha  | 1 giro   | 23      |       |
| 20   | José Barresi        | Yamaha  | 1 giro   | 21      |       |
| 21   | Jean-François Baldé | Yamaha  | 1 giro   | 24      |       |
| 22   | Eduardo Aleman      | Yamaha  | 2 giri   | 25      |       |
| 23   | Francisco Incorvaia | Yamaha  | 3 giri   | 26      |       |

### Ritirati
| Pilota             | Moto    | Motivo | Griglia |
| ------------------ | ------- | ------ | ------- |
| Ricardo Blanco     | Yamaha  |        | 28      |
| Eduardo Amen       | Yamaha  |        | 27      |
| Alberto Puig       | Yamaha  |        | 14      |
| Didier de Radiguès | Aprilia |        | 11      |
| Paolo Casoli       | Honda   |        | 17      |

## Fonti e bibliografia
- El Mundo Deportivo, 18 settembre 1989, pag. 61.